# Сосна Хартвега
Сосна Хартвега или Сосна Гартвига (лат. Pinus hartwegii) — вид деревьев семейства Сосновые (Pinaceae). Была описана в 1839 году английским ботаником Джоном Линдли и названа в честь немецкого путешественника Карла Теодора Хартвега.

## Описание
Вечнозелёное дерево высотой до 31 метра и диаметром до 128 см на высоте груди. Кора толстая, шероховатая, глубоко-бороздчатая, тёмно-коричневого или серого цвета. Ветви жёсткие, изогнутые вверх.
Иглы в пучках по 3-6, обычно 5, иногда 3,(6-)10-17(-22) см длиной и 1-1.5 мм толщиной, прямые либо изогнутые.
Шишки по 2-6 шт, яйцевидные, длиной 8-12(-15) см, коричневые или коричнево-фиолетовые, созревают 20-22 месяца. Семена крылатые 5-6 мм длиной, длина крыла 12-20 мм. Шишки яйцевидные, слегка согнутые.

## Ареал
Встречается в горных лесах на высоте 2200-4300 метров. Произрастает в Центральной и Южной Мексике, в Гондурасе, Гватемале.

## Использование
Имеет плотную, смолистую древесину, которая используется при строительстве железнодорожных шпал, а также целлюлозной промышленности.

## Охранный статус
Занесён в Международную Красную книгу со статусом Least concern «Вид, вызывающий наименьшие опасения». Лимитирующими факторами является глобальное потепление, что делает вид более восприимчивым к вредителем,
таким, к примеру, как Dendroctonus .